# Бустаманте-и-Герра, Хосе де
Хосе де Бустаманте-и-Герра (исп. José de Bustamante y Guerra), иногда упоминаемый как просто Бустаманте (исп. Bustamante; 1 апреля 1759, Корвера-де-Торансо, Кантабрия — 10 марта 1825, Мадрид) — офицер испанского военно-морского флота, исследователь и политический деятель.
Родился в Корвера-де-Торансо (Кантабрия, Испания).
В 1770 году Бустаманте стал гардемарином в Академии Гуардиемеринас в Кадисе. После окончания учёбы он направился на Филиппины, но его корабль был атакован и захвачен британским военным кораблём. Бустаманте, в конечном счёте, был освобождён и возвратился в Испанию.
В 1788 году Бустаманте и Маласпина предложили испанскому правительству организовать крупную научную экспедицию по образцу путешествия Джеймса Кука. Проект был одобрен, и специально для экспедиции было построено два корвета: Бустаменте стал капитаном корвета «Atrevida», а Маласпина - корвета «Descubierta». С 1789 по 1794 годы экспедиция обошла Тихий океан, останавливаясь в испанских колониях, и изучила такие малоисследованные в то время районы, как северо-западное побережье Америки, Новая Зеландия и Австралия. Во время экспедиции Бустаманте вёл дневник, который был опубликован в 1868 году.
После возвращения в Испанию в 1794 году Бустаманте вскоре был повышен в звании до бригадира флота. В 1796 году он был назначен генерал-губернатором Парагвая и Монтевидео. 5 октября 1804 года, во время плавания в Испанию, его флотилия была без объявления войны атакована и захвачена в плен британской эскадрой. Впоследствии он был освобождён, и предстал перед испанским военным трибуналом, но был оправдан. В 1810-1817 годах был генерал-капитаном Гватемалы.